# Kamptalweg

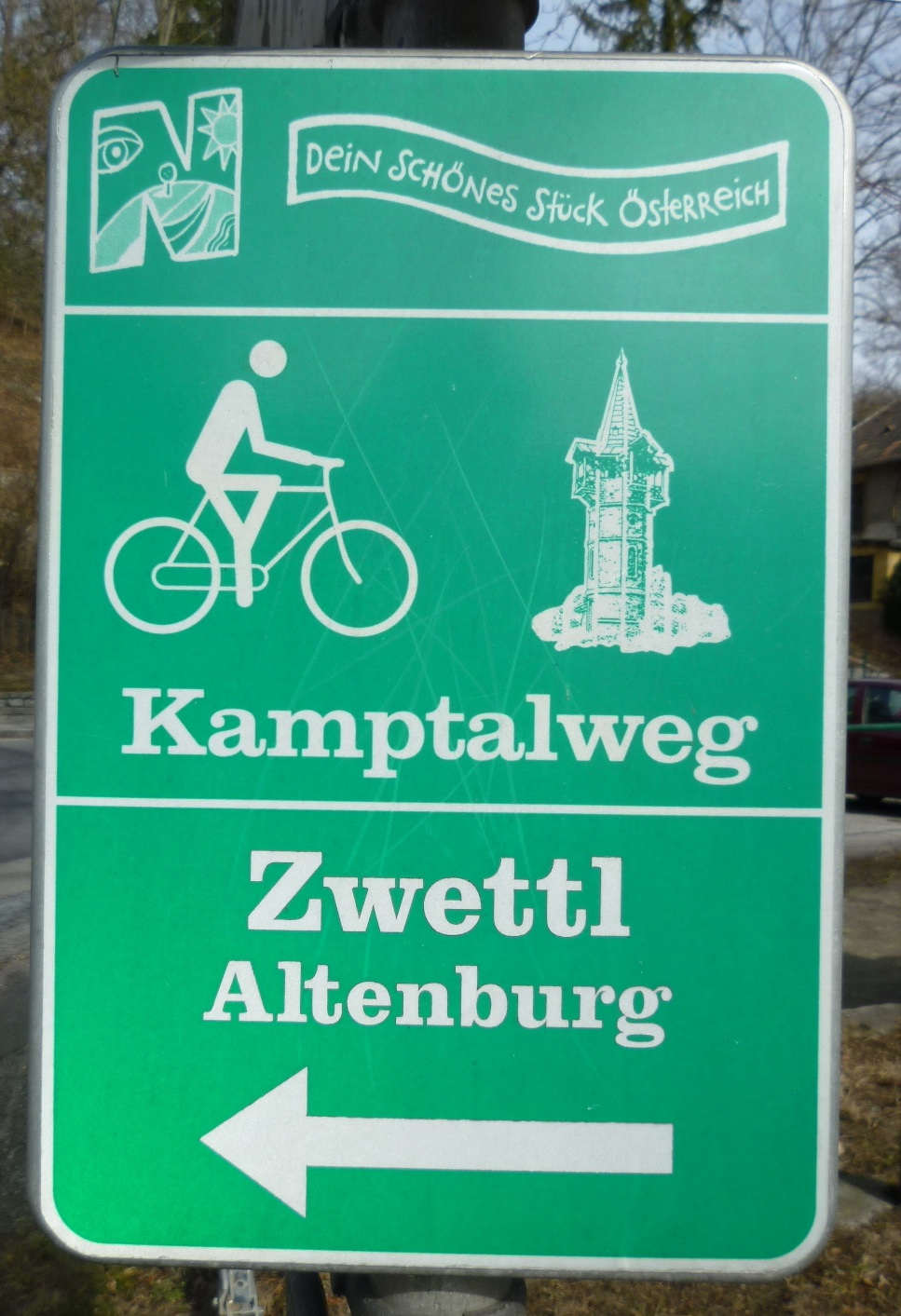
Wegweiser des Radwanderwegs

Der Kamptalweg ist ein 115,5 Kilometer langer Radwanderweg am nordwestlichen Wagram und im Waldviertel in Niederösterreich. Er führt von Altenwörth im Bezirk Tulln überwiegend durch das Kamptal über die Bezirke Krems-Land, Horn und Zwettl in die Bezirkshauptstadt Zwettl.
Der Kamptalweg zweigt in Altenwörth vom Donauradweg ab und führt durch das Kamptal und das mittlere Waldviertel nach Zwettl. Er verläuft teilweise auf eigenen Trassen, teilweise über Landes- und Gemeindestraßen und ist größtenteils asphaltiert. Zwischen seinem Ausgangspunkt und Rosenburg verläuft er entlang des Kamp relativ flach, während er zwischen Rosenburg und Zwettl über hügeliges Gelände nur mehr teilweise dem Kamp folgt. Auf diesem Streckenabschnitt sind insgesamt rund 1200 Höhenmeter zu überwinden. Der Radwanderweg ist in beide Richtungen durchgehend beschildert.

## Streckenführung
Von seinem Ausgangspunkt in Altenwörth führt der Kamptalweg durch die Weinbauorte der unteren Kamptals in die Weinstadt Langenlois. Entlang des Kamps und der Kamptalbahn führt der Radwanderweg über Schönberg am Kamp durch den Naturpark Kamptal-Schönberg weiter nach Gars am Kamp und Rosenburg und teilt sich in diesem Abschnitt die Trasse mit der Kamp-Thaya-March-Radroute. In Rosenburg verlässt er das Kamptal und erreicht nach vier Kilometern das Stift Altenburg. Am Rand des Horner Beckens führt der Weg über Schloss Greillenstein und Altpölla nach Krumau am Kamp und dann entlang des Stausees Ottenstein über Rastenfeld, Friedersbach und das Stift Zwettl in die Bezirkshauptstadt Zwettl.

## Sehenswürdigkeiten

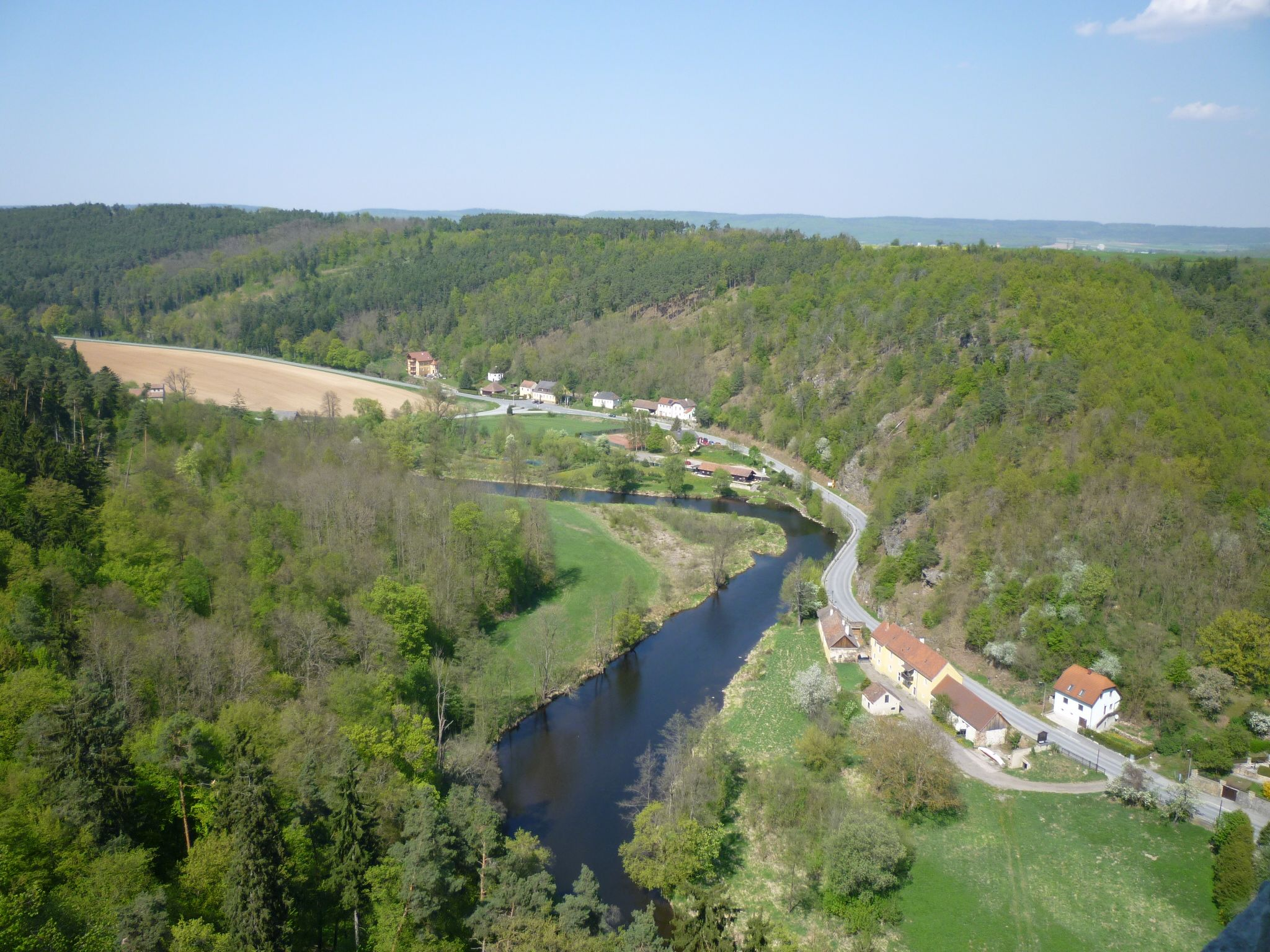
Kamptal bei Rosenburg am Kamp.

Entlang des Kamptalwegs befinden sich eine Reihe bedeutender Sehenswürdigkeiten:
- Weinstadt Langenlois mit historischer  Altstadt und Weinerlebniswelt Loisium.
- Kamptalwarte. Aussichtsturm auf dem Heiligenstein.
- Gars am Kamp mit der Ruine Gars-Thunau, Residenz der Babenberger.
- Schloss Rosenburg. Renaissance-Schloss mit Greifvogel-Flugvorführungen.
- Stift Altenburg. Benediktinerstift mit barocker Stiftsanlage und Garten der Religionen.
- Schloss Greillenstein
- Stausee Ottenstein
- Burg Ottenstein
- Zisterzienserstift Zwettl
- Zwettl mit historischer Altstadt.